# 1950年ブリティッシュコロンビアB-36爆撃機墜落事故

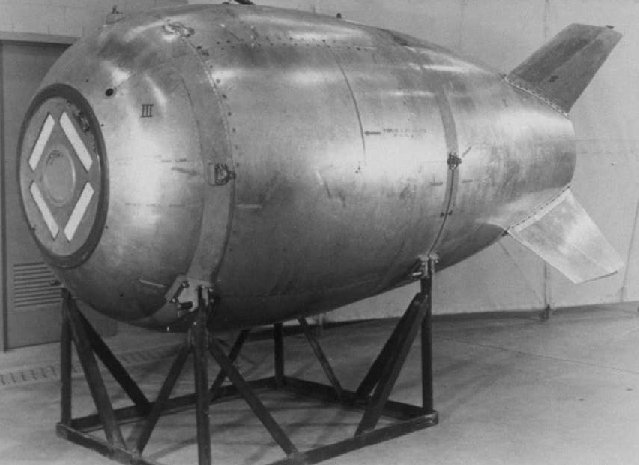
核爆弾「マーク4」

1950年ブリティッシュコロンビアB-36爆撃機墜落事故は、1950年2月13日、アラスカ州からテキサス州に向けて飛行していたアメリカ空軍の戦略爆撃機B-36が、カナダ・ブリティッシュコロンビア州で墜落した航空事故である。
同機は、秘密の核攻撃模擬訓練任務を帯びて、鉛・ウラン・トリニトロトルエンを搭載した核爆弾「マーク4」を積載・移送していたが、飛行開始数時間後にエンジン火災が発生、乗員17人はパラシュートで脱出した。その際上空約2400 mで核爆弾を投棄、現在もその行方は分かっていない。この核爆弾には起爆に必要なプルトニウムが組込まれておらず、核爆発の恐れはないとされる。
事故機の残骸は、脱出地点から約300 km北東のコロジェット山（Mount Kologet）中で発見された。
乗員のうち生還したのは12人で、消息を絶った5人のうち1人は事故機残骸より遺体となって発見された。残る4人は早く降下した結果、海上へ着水して低体温症で死亡したと推測された。

## 注
1. 1 2 3 4 5 6 7  ロビン・レビンソン＝キング (2016年11月8日). “カナダ西海岸で行方不明の原爆、ダイバーが発見か”. BBCニュース日本語版 2016年11月28日閲覧。
2. 1 2 3  “海底で発見の物体、「失われた原爆」ではなかった カナダ”. CNN日本語版. (2016年11月28日) 2016年11月28日閲覧。
3. ↑  David Pugliese (2016年11月4日). “Navy sending vessel to check into report atomic bomb wreckage found off BC”. Ottawa Citizen 2016年11月28日閲覧。（英語）